# Pintertjes
Pintertjes is een hoorspel bestaande uit vijf sketches, voor revue geschreven door Harold Pinter. Ze werden vertaald door Coos Mulder en door de VPRO uitgezonden op vrijdag 11 september 1964 (met een herhaling op vrijdag 28 mei 1965). Ze zijn ook uitgezonden door de BRT op zondag 26 december 1971 op BRT3 (met een herhaling op zaterdag 1 januari 1972 op BRT1). De regisseur was Coos Mulder.

## Moeilijkheden op de fabriek
De sketch Trouble in the Works werd voor het eerst opgevoerd in 1956 (duur: 6 minuten).
- Henk van Ulsen (Fibbs, directeur)
- Guus Hermus (Wills, voorman)

De arbeider Wills vertelt aan zijn baas Fibbs dat de mannen in de fabriek tevreden zijn over de werkomstandigheden - het zijn de producten waartegen ze iets hebben gekregen.

## Ja en amen
De sketch The Black and White werd voor het eerst opgevoerd in 1956 (duur: 8 minuten).
- Nel Snel (eerste vrouw)
- Mien van Kerckhoven-Kling (tweede vrouw)

Twee oude vriendinnen, die weinig om de hand hebben en nergens naartoe kunnen, praten bij een kop soep over koetjes en kalfjes.

## Dat was de laatste
De sketch Last To Go werd voor het eerst opgevoerd in 1956 (duur: 5 minuten).
- Tonny Foletta (oude krantenverkoper)
- Alex Faassen jr. (baas van het koffietentje)

Een koffietentje. De bediende en een oude krantenverkoper keuvelen wat over een aantal onderwerpen die voor beiden allicht niet veel betekenen.

## Bushalte
De sketch Request stop werd voor het eerst opgevoerd in 1959 (duur: 4 minuten).
- Fé Sciarone (wachtende vrouw)

Een vrouw staat in de rij te wachten op de bus. Is het haar schuld dat de man aan wie ze een inlichting vroeg de verkeerde conclusies trok?

## Sollicitant
De sketch Applicant werd voor het eerst opgevoerd in 1959 (duur: 6 minuten).
- Barbara Hoffman (juffrouw Piffs)
- Hans Karsenbarg (de sollicitant, meneer Lamb)

Een man komt solliciteren en legt de door het bedrijf voorziene psychologische tests af. De sollicitatie loopt uit de hand en neemt meer en meer de vorm aan van een foltering. De elektrodes die de man worden aangebracht lijken stroomstoten te geven, wat gesuggereerd wordt door de elektronische muziek. De vrouw die de sollicitatie afneemt stelt de ene persoonlijke vraag na de andere zonder ruimte voor antwoorden. Het spervuur gaat door tot de sollicitant fysisch en psychisch totaal uitgeput is.